# Christian Cantwell
Christian Cantwell (* 30. září 1980, Jefferson City, Missouri) je americký atlet – koulař. V roce 2009 se stal mistrem světa na MS 2009 vrhem dlouhým 22,03 metrů. Svůj osobní rekord 22,54 metrů vytvořil v roce 2004. Je trojnásobným halovým mistrem světa.